# Ccache
ccacheとは、CまたはC++のコンパイラが出力するデータをキャッシュするソフトウェア開発ツールである。その目的は、2回目以降のソフトウェアビルドにおいてはコンパイルを避け、出力結果を再利用することにある。これは再コンパイル速度を劇的に改善する。このツールはコンパイラがソースコードをコンパイルする際の処理に割り込み、コンパイル時に固有であるべき各種データのハッシュ値を生成する。この付加的な処理により、概ね1度目のコンパイルはキャッシュを実行しない場合に比べ、コンパイルに時間がかかる。2度目以降のコンパイルでは再度ハッシュを生成し、その値がキャッシュデータのものと一致するかチェックする。一致すればccacheはコンパイラにコンパイルを指示する代わりにキャッシュされたデータを書き出す。一致しなければ、コンパイル処理はコンパイラに渡される。
ccacheはGNU General Public Licenseのもと利用可能である。